# Teya Dora
Teodora Pavlovska (em cirílico sérvio: Теодора Павловска); (Bor, República Federal da Sérvia; 1 de Maio de 1992), conhecida profissionalmente como Teya Dora (em cirílico sérvio: Теја Дора); é uma cantora e compositora sérvia. Ganhou reconhecimento graças ao seu single «Džanum», que obteve popularidade na rede social TikTok e em várias outras plataformas musicais. Ela representou a Sérvia no Festival Eurovisão da Canção de 2024 com a música «Ramonda».

## Biografia
Teodora Pavlovska nasceu em 1992 em Bor, na Sérvia, e mudou-se mais tarde para Belgrado. Estudou música no Berklee College of Music em Boston, nos Estados Unidos.

## Carreira musical
Lançou a sua carreira na cena musical sérvia como compositora e escritora de canções. Em 2019, escreveu a faixa-título do álbum Yin & Yang da rapper sérvia Nikolija e também trabalhou com vários artistas sérvios tais como Teodora Džehverović e Nataša Bekvalac, entre outros.
Teya publicou sua primeira música como artista intitulada «Da na meni je» em julho de 2019 e se tornou um sucesso. Entre 2020 e 2023, escreveu várias canções para a banda sonora da série sérvia Južni Vetar. Em 2023 lançou a canção «Džanum» que se tornou popular nas redes sociais nomeadamente no TikTok após o tiroteio na escola Vladislav Ribnikar de Belgrado; o single alcançou o sexto lugar na tabela de canções da Croácia da Billboard e alcançou o quarto lugar na tabela Daily Viral Songs Global no Spotify. Gerou o meme «Moye moye».

### Eurovisão
Em Janeiro de 2023, foi revelada a lista de candidaturas para «Pesma za Evroviziju '23», a seleção nacional sérvia para o Festival Eurovisão da Canção de 2023, que incluía uma composição de Teya Dora intitulada «Posle mene» e foi interpretada por Filarri. A 21 de Dezembro de 2023, Teya Dora foi anunciada entre os participantes do «Pesma za Evroviziju '24», a seleção nacional sérvia para o Festival Eurovisão da Canção de 2024, com a canção «Ramonda». A canção qualificou-se para a final e acabou por vencer.

## Discografia

### Singles
Como artista principal
- 2019 – Da na meni je
- 2020 – Oluja
- 2021 – Ulice (com Nikolija)
- 2022 – U ilegali
- 2022 – Zavejan (com Yungkulovski)
- 2022 – Pusti me
- 2022 – Vozi me
- 2023 – Džanum
- 2023 – ATaMala (com Albino)
- 2024 – Ramonda

Como artista convidada
- 2023 – U jbt (X feat. Teya Dora)